# Riksdagen 1960

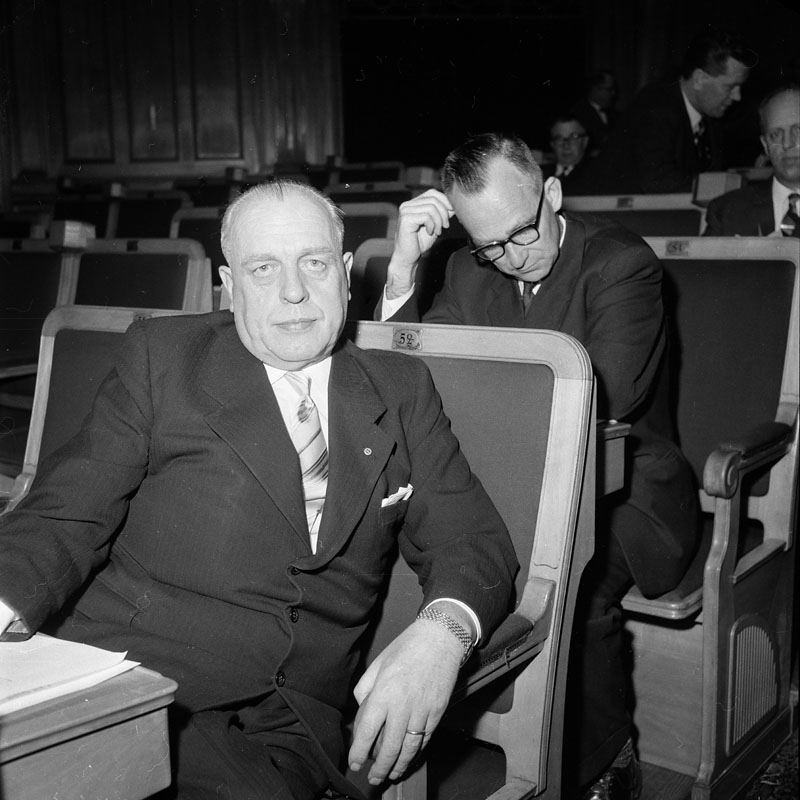
Fridolf Thapper i andra kammarens plenisal hösten 1960.

Riksdagen 1960 ägde rum i Stockholm.
Riksdagens kamrar sammanträdde i riksdagshuset den 11 januari 1960. Riksdagsarbetet inleddes ceremoniellt genom riksdagens högtidliga öppnande i rikssalen på Stockholms slott den 12 januari. Första kammarens talman var Gustaf Valfrid Sundelin (FP), andra kammarens talman var Patrik Svensson (S). Efter Svenssons död den 17 juli blev Fridolf Thapper (S) ny talman i andra kammaren. Riksdagen avslutades den 14 december 1960.